# Mesochorus hebraicator
Mesochorus hebraicator là một loài tò vò trong họ Ichneumonidae.